# Національна селянська партія (Угорщина)
Національна селянська партія (угор. Nemzeti Parasztpárt, NPP) — політична партія Угорщини в 1939-1949 роках. Її очолював письменник Петер Вереш. Партію було відновлено на короткий проміжок часу протягом Угорського революції 1956 року і після кінця доби комунізму в 1989–90 роках.

## Історія
Партію було створено в 1939 році, але офіційно оформлено як організацію лише 19 вересня 1944 р.  На парламентських виборах у Національні перехідні збори в 1944 році вона виборола 42 місця, до наступного року вона вже налічувала 170 000 членів,
хоча на парламентських виборах 1945 року кількість здобутих нею місць скоротилося до 23. Однак на парламентських виборах 1947 року партія завоювала 36 із 411 місць парламенту.
На парламентські вибори 1949 року партія пішла у складі керованого комуністами Угорського незалежного народного фронту, здобувши 39 місць. Ухвалення нової конституції в серпні 1949 року показало, що країна стає однопартійною державою, де НСП не залишалося нічого іншого, як улитися в комуністичну
Угорську партію трудящих.
У ході угорської революції 1956 партія відродилася під назвою «партія Петефі» (угор. Petőfi Párt) і працювала в недовговічному новому уряді. Під час переходу до демократії (1989-90), члени Товариства Петера Вереша 11 червня 1989 відтворили партію під назвою «Угорська народна партія» (УНП), взявши участь в опозиційному круглому столі переговорів. УНП покладала великі надії на перші демократичні вибори в 1990 році, проте на них вона отримали лише 0,8% голосів. Після цього президія ухвалила нову назву «Угорська народна партія — Національна селянська партія» (УНП—НСП). Незадовго до угорських парламентських виборів 1994 року дві третини її членів вступили в Національний демократичний альянс (NDSZ), який очолювали Золтан Біро і Імре Пожгай. До кінця десятиліття УНП—НСП щезла з політичного життя країни.

## Ідеологія
Ідеологія партії була лівою. Головною політичною метою партії була земельна реформа. НСП мала підтримку з боку середнього і дрібного селянства, а також представників провінційної інтелігенції та здобула найбільшу популярність у східній Угорщині. Її матеріально підтримувала комуністична партія, оскільки комуністи не змогли заручитися підтримкою сільських виборців. Її база прибічників означала, що вона була ближче до Угорської комуністичної партії, ніж до Угорської соціал-демократичної партії, кілька ватажків якої, включаючи Ференца Ердеї і Йожефа Дарваша були прихованими комуністами.

## Представництво у парламенті
| Рік виборів | Національні збори                           | Національні збори                          | Національні збори                                | Національні збори | Уряд              |
| Рік виборів | Кількість від загальної чисельності голосів | Відсоток від загальної чисельності голосів | Кількість від загальної кількості здобутих місць | +/–               | Уряд              |
| ----------- | ------------------------------------------- | ------------------------------------------ | ------------------------------------------------ | ----------------- | ----------------- |
| 1944        |                                             |                                            | 42 / 498                                         |                   |                   |
| 1945        | 324 772                                     | 6,9%                                       | 23 / 409                                         | ▼ 19              | в уряді           |
| 1947        | 413 409                                     | 8,28%                                      | 36 / 411                                         | ▲ 13              | в уряді           |
| 19491       | 5 478 515                                   | 97,1%                                      | 39 / 402                                         | ▲ 3               | в уряді           |
|             |                                             |                                            |                                                  |                   |                   |
| 1990        | 37 047                                      | 0,8%                                       | 0 / 386                                          |                   | позапарламентська |

1НСП входила до складу керованого Угорською партією трудящих Угорського незалежного народного фронту (MFN). Після виборів 1949 року Угорщина стала однопартійною державою.